# Sandschak (Osmanisches Reich)
Ein Sandschak (osmanisch سنجاق Sancak, deutsch ‚Fahne, Banner‘; serbokroatisch Санџак Sandžak, albanisch Sanxhaku, französisch Sandjak, englisch Sanjak) war im Osmanischen Reich eine Unterabteilung in der Provinzialverwaltung. Der Sandschak hat seinen Namen vom Feldzeichen der Anführer der türkischen Stammesverbände, dem Tugh (‚Rossschweif‘). Der Begriff war bedeutungsgleich mit dem arabischen liwâ’, das in den Nachfolgestaaten des Osmanischen Reiches ebenfalls eine Verwaltungseinheit bezeichnete.
Vom 14. bis ins 16. Jahrhundert waren Sandschaks die Untergliederungen eines Beylerbeylik, dann eines Eyâlet und seit 1867 eines Vilâyet (jeweils Begriff einer Provinz oder eines Gouvernements). In der Feudalzeit stand an der Spitze jedes Sandschaks ein Bey oder Sandschakbey, in der Spätzeit ein Mütesarrıf. Unter der Vilayetverfassung gab es auch Sandschaks, die nicht zu einem Vilayet gehörten, sondern aus strategischen oder religiösen Gründen direkt der Zentralregierung unterstanden; man nannte sie unabhängige Sandschaks. Nach dem Ersten Weltkrieg wurden die bei der Türkei verbliebenen Sandschaks alle unabhängig, dann als Vilayets bezeichnet, bis sie die echt türkische Bezeichnung İl bekamen.
Die Sandschaks waren wiederum unterteilt in Kazas (türk. kaza, arab. qaḍāʾ [pl. aqḍiya] ‚Gerichtsbezirk‘) – was europäischen Oberämtern, Kreisen oder Countys entsprach –, diese entsprechend Unterämtern, Kommunen oder Bezirken in Nahies (türk. nahiye, arab. nāḥiya [pl. nawāḥī]), diese wiederum in mehrere karye (‚Ortschaften, Dörfer‘) oder mahalle (‚Stadtviertel‘).
Sandschaks waren beispielsweise:
- Sandschak Alexandrette, am Mittelmeer in der heutigen Türkei
- Sandschak Lazistan, am Schwarzen Meer im Grenzgebiet der heutigen Türkei und Georgien
- Sandschak Novi Pazar, im Grenzgebiet zwischen dem heutigen Serbien und Montenegro
- Sandschak Ohrid, im heutigen Makedonien und Albanien
- Sandschak Pljevlja, in etwa heutiges Montenegro und teils angrenzende Gebiete
- Sandschak Serfidsche, in der Region Makedonien des heutigen Griechenlands
- Sandschak Smederevo, im heutigen Serbien
- Sandschak Zor, in der Türkei an der Grenze zum heutigen Irak